# Rhinoptera
Rhinoptera é um género de peixe da família dos Rhinopteridae.

## Etimologia
O nome genérico, Rhinoptera, resulta da aglutinação dos étimos gregos ῥινός (rhinos) que significa «nariz» e πτερόν (pteron) que significa asa ou barbatana.

## Espécies
Este género contém as seguintes espécies:
- Rhinoptera marginata
- Rhinoptera neglecta
- Rhinoptera brasiliensis
- Rhinoptera javanica
- Rhinoptera steindachneri
- Rhinoptera bonasus